# حزب لیبرال کانادا
حزب لیبرال کانادا (به انگلیسی: Liberal Party of Canada) (به فرانسوی: Parti libéral du Canada) قدیمی‌ترین حزب سیاسی فدرال است که در کانادا ثبت شده است. در زبان محاوره‌ای به این حزب با عنوان Grits نام برده می‌شود. گرایش این حزب میانه و چپ میانه است.
در طول تاریخ کانادا، در بیشتر مواقع - ۶۹ سال در قرن بیستم - این حزب بر قدرت سیاسی فدرال چیره بوده است که بیشتر از هر حزب دیگری در کشورهای توسعه یافته می‌باشد. جامعه ایرانی تباران کانادا عمدتاً به این حزب گرایش دارد.
علی احساسی و مجید جوهری از اعضای ایرانی‌تبار این حزبند که ابتدا در انتخابات سال ۲۰۱۵ و مجدداً در انتخابات سال‌های ۲۰۱۹ و ۲۰۲۱ به نمایندگی مجلس انتخاب شدند. هر چند در انتخابات ۲۰۲۵ مجید جوهری از رسیدن به مجلس بازماند.
این حزب که در سال ۱۸۶۷ تأسیس شد، اولین بار در سال ۱۸۷۳ تحت رهبری الکساندر مکنزی به قدرت رسید. با این حال، لیبرال‌ها پنج سال بعد به دلیل شرایط اقتصادی آن زمان از قدرت کنار گذاشته شدند. آنها تا سال ۱۸۹۶ به قدرت بازنگشتند؛ ویلفرید لوریه از آن سال تا شکست حزب در سال ۱۹۱۱ نخست‌وزیر بود و دوره او با مصالحه‌های متعددی بین کانادای انگلیسی و فرانسوی مشخص شد. این حزب سپس از سال ۱۹۲۱ تا ۱۹۲۶، از ۱۹۲۶ تا ۱۹۳۰ و از ۱۹۳۵ تا ۱۹۴۸ تحت رهبری ویلیام لیون مکنزی کینگ و سپس از ۱۹۴۸ تا ۱۹۵۷ تحت رهبری لوئیز سنت لارنت مجدداً حکومت کرد، هر دوی آنها به تدریج یک دولت رفاهی کانادایی را بنا نهادند. لستر بولز پیرسون در دوره نخست‌وزیری خود از سال ۱۹۶۳ تا ۱۹۶۸ دولت رفاهی را گسترش داد، در حالی که جانشین او، پیر ترودو، در دوره حکومتش از سال ۱۹۶۸ تا ۱۹۷۹ و از ۱۹۸۰ تا ۱۹۸۴، ضمن ترویج ملی‌گرایی اقتصادی، ترقی‌خواهی اجتماعی و سیاست خارجی مستقل‌تر، به این گسترش ادامه داد. پس از شکست‌های انتخاباتی در سال‌های ۱۹۸۴ و ۱۹۸۸ به رهبری جان ترنر، این حزب در سال ۱۹۹۳ تحت رهبری ژان کرتین به قدرت بازگشت، که لیبرالیسم اجتماعی را با محافظه‌کاری مالی از طریق فلسفه راه سوم ترکیب کرد، سنتی که تحت رهبری جانشین او، پل مارتین، تا زمانی که حزب در سال ۲۰۰۶ قدرت را از دست داد، ادامه یافت. این حزب در سال ۲۰۱۵ تحت رهبری جاستین ترودو مجدداً قدرت را به دست آورد، که لیبرال‌ها را از جایگاه سوم به دولت اکثریت رساند. ترودو در سال ۲۰۲۵ توسط مارک کارنی به عنوان رهبر حزب و نخست‌وزیر جانشین شد.
سیاست‌ها و تصمیمات قانونی شاخص لیبرال‌ها شامل مراقبت سلامتی همگانی، برنامه حقوق بازنشستگی کانادا، وام‌های دانشجویی کانادا، تأسیس نیروی دریایی سلطنتی کانادا در سال ۱۹۱۰، یکپارچه‌سازی نیروهای مسلح در سال ۱۹۶۸، چندجانبه‌گرایی، دوزبانگی رسمی، چندگانگی فرهنگی رسمی، کنترل اسلحه، میهن‌پرستی قانون اساسی کانادا و تأسیس منشور حقوق و آزادی‌های کانادا، قانون وضوح، قانونی کردن ازدواج همجنس‌گرایان، اوتانازی، شاهدانه، قیمت‌گذاری ملی کربن، دسترسی گسترده به سقط جنین و برنامه ملی آموزش اولیه و مراقبت از کودکان است.

## تاریخ انتخابات در کانادا
لیبرال‌ها از اصلاح‌طلبان اواسط قرن نوزدهم نشأت گرفته‌اند که از حکومت پاسخگو در سراسر آمریکای شمالی بریتانیا حمایت می‌کردند. این افراد شامل جورج براون، الکساندر مکنزی، رابرت بالدوین، ویلیام لاین مکنزی و کلییر گریتز در کانادای علیا، جوزف هاو در نوا اسکوشیا و پاتریوت‌ها و روژها در کانادای سفلی به رهبری چهره‌هایی مانند لویی-ژوزف پاپینو بودند. کلییر گریتز و حزب روژ گاهی اوقات به عنوان یک بلوک متحد در مجلس قانونگذاری استان کانادا از سال ۱۸۵۴ عمل می‌کردند، اما یک حزب لیبرال متحد که اعضای انگلیسی و فرانسوی کانادایی را با هم ترکیب می‌کرد، تا سال ۱۸۶۷ تشکیل نشد. تبار آن‌ها از کلییر گریتز باعث شد که لیبرال‌های مدرن به نام «گریتز» لقب بگیرند.
کنفدراسیون
در زمان کنفدراسیون مستعمرات سابق بریتانیایی کانادا (اکنون انتاریو و کبک)، نیوبرانزویک و نوا اسکوشیا، لیبرال‌های رادیکال توسط ائتلاف محافظه‌کار عملگرایانه‌تری که تحت رهبری سر جان ای. مک‌دونالد گرد هم آمده بودند، به حاشیه رانده شدند. در ۲۹ سال پس از کنفدراسیون، لیبرال‌ها به جز یک دوره در دولت، به اپوزیسیون واگذار شدند. الکساندر مکنزی پس از کنفدراسیون رهبر واقعی اپوزیسیون رسمی بود و سرانجام در سال ۱۸۷۳ موافقت کرد که اولین رهبر رسمی حزب لیبرال شود. او توانست حزب را برای اولین بار در سال ۱۸۷۳ پس از استعفای دولت مک‌دونالد بر سر رسوایی اقیانوس آرام، به قدرت برساند. مکنزی متعاقباً در انتخابات ۱۸۷۴ پیروز شد و چهار سال دیگر به عنوان نخست‌وزیر خدمت کرد. در طول پنج سال، دولت لیبرال اصلاحات بسیاری را به اجرا درآورد، از جمله جایگزینی رای‌گیری علنی با رأی‌گیری مخفی، محدود کردن انتخابات به یک روز و ایجاد دیوان عالی کانادا، کالج نظامی سلطنتی کانادا و دفتر حسابرس کل. با این حال، حزب فقط توانست یک پایگاه حمایتی محکم در انتاریو ایجاد کند و در سال ۱۸۷۸ دولت را به مک‌دونالد واگذار کرد. لیبرال‌ها ۱۸ سال بعدی را در اپوزیسیون سپری کردند.
فهرست نتایج حزب لیبرال در انتخابات
| تاریخ | کرسی پارلمانی | مجموع کرسی‌ها | نتیجه                   |
| ----- | ------------- | ------------ | ----------------------- |
| ۱۸۶۷  | ۶۲            | ۱۸۰          | اکثریت محافظه‌کار (Cons) |
| ۱۸۷۲  | ۱۱۱           | ۲۰۰          | اکثریت محافظه‌کار (Cons) |
| ۱۸۷۴  | ۱۳۳           | ۲۰۶          | اکثریت لیبرال (gov't)   |
| ۱۸۷۸  | ۶۳            | ۲۰۶          | اکثریت محافظه‌کار (Cons) |
| ۱۸۸۲  | ۷۳            | ۲۱۱          | اکثریت محافظه‌کار (Cons) |
| ۱۸۸۷  | ۸۰            | ۲۱۵          | اکثریت محافظه‌کار (Cons) |
| ۱۸۹۱  | ۹۰            | ۲۱۵          | اکثریت محافظه‌کار (Cons) |
| ۱۸۹۶  | ۱۱۸           | ۲۱۳          | اکثریت لیبرال (gov't)   |
| ۱۹۰۰  | ۱۳۲           | ۲۱۳          | اکثریت لیبرال (gov't)   |
| ۱۹۰۴  | ۱۳۹           | ۲۱۴          | اکثریت لیبرال (gov't)   |
| ۱۹۰۸  | ۱۳۳           | ۲۲۱          | اکثریت لیبرال (gov't)   |
| ۱۹۱۱  | ۸۵            | ۲۲۱          | اکثریت محافظه‌کار (Cons) |
| ۱۹۱۷  | ۸۲            | ۲۳۵          | دولت ائتلافی            |
| ۱۹۲۱  | ۱۱۸           | ۲۳۵          | اکثریت لیبرال (gov't)   |
| ۱۹۲۵  | ۱۰۰           | ۲۴۵          | اقلیت لیبرال (gov't)    |
| ۱۹۲۶  | ۱۱۶           | ۲۴۵          | اکثریت لیبرال (gov't)   |
| ۱۹۳۰  | ۹۰            | ۲۴۵          | اکثریت محافظه‌کار (Cons) |
| ۱۹۳۵  | ۱۷۳           | ۲۴۵          | اکثریت لیبرال (gov't)   |
| ۱۹۴۰  | ۱۸۱           | ۲۴۵          | اکثریت لیبرال (gov't)   |
| ۱۹۴۵  | ۱۲۵           | ۲۴۵          | اکثریت لیبرال (gov't)   |
| ۱۹۴۹  | ۱۹۰           | ۲۶۲          | اکثریت لیبرال (gov't)   |
| ۱۹۵۳  | ۱۷۱           | ۲۶۵          | اکثریت لیبرال (gov't)   |
| ۱۹۵۷  | ۱۰۵           | ۲۶۵          | اقلیت محافظه‌کار (PC)    |
| ۱۹۵۸  | ۴۹            | ۲۶۵          | اقلیت محافظه‌کار (PC)    |
| ۱۹۶۲  | ۱۰۰           | ۲۶۵          | اقلیت محافظه‌کار (PC)    |
| ۱۹۶۳  | ۱۲۸           | ۲۶۵          | اقلیت لیبرال (gov't)    |
| ۱۹۶۵  | ۱۳۱           | ۲۶۵          | اقلیت لیبرال (gov't)    |
| ۱۹۶۸  | ۱۵۵           | ۲۶۴          | اکثریت لیبرال (gov't)   |
| ۱۹۷۲  | ۱۰۹           | ۲۶۴          | اقلیت لیبرال (gov't)    |
| ۱۹۷۴  | ۱۴۱           | ۲۶۴          | اکثریت لیبرال (gov't)   |
| ۱۹۷۹  | ۱۱۴           | ۲۸۲          | اقلیت محافظه‌کار (PC)    |
| ۱۹۸۰  | ۱۴۷           | ۲۸۲          | اکثریت لیبرال (gov't)   |
| ۱۹۸۴  | ۴۰            | ۲۸۲          | اکثریت محافظه‌کار (PC)   |
| ۱۹۸۸  | ۸۳            | ۲۹۵          | اکثریت محافظه‌کار (PC)   |
| ۱۹۹۳  | ۱۷۷           | ۲۹۵          | اکثریت لیبرال (gov't)   |
| ۱۹۹۷  | ۱۵۵           | ۳۰۱          | اکثریت لیبرال (gov't)   |
| ۲۰۰۰  |               | ۳۰۱          | اکثریت لیبرال (gov't)   |
| ۲۰۰۴  | ۱۳۵           | ۳۰۸          | اقلیت لیبرال (gov't)    |
| ۲۰۰۶  | ۱۰۳           | ۳۰۸          | اقلیت محافظه‌کار (Cons)  |
| ۲۰۰۸  | ۷۷            | ۳۰۸          | اقلیت محافظه‌کار (Cons)  |
| ۲۰۱۱  | ۳۴            | ۳۰۸          | اکثریت محافظه‌کار (Cons) |
| ۲۰۱۵  | ۱۸۴           | ۳۳۸          | اکثریت لیبرال (gov't)   |
| ۲۰۱۹  | ۱۵۷           | ۳۳۸          | اقلیت لیبرال (gov't)    |
| ۲۰۲۱  | ۱۶۰           | ۳۳۸          | اقلیت لیبرال (gov't)    |
| ۲۰۲۵  | ۱۶۹           | ۳۴۳          | اقلیت لیبرال (gov't)    |

## رهبران حزب لیبرال
| یادداشت                        | نگاره | نام                    | تاریخ تولد       | آغاز دوران رهبری | پایان دوران رهبری |
| ------------------------------ | ----- | ---------------------- | ---------------- | ---------------- | ----------------- |
| نخستین رهبر                    |       | جرج بران               | ۲۹ نوامبر، ۱۸۱۸  | ۱۸۶۷             |                   |
| رهبری موقت                     |       | ادوارد بلیک            | ۱۳ اکتبر، ۱۸۳۳   | ۱۸۶۹             | ۱۸۷۰              |
| دومین نخست‌وزیر                 |       | الکساندر مکنزی         | ۲۸ ژانویه، ۱۸۲۲  | ۱۸۷۳             | ۱۸۸۰              |
|                                |       | ادوارد بلیک            | ۱۳ اکتبر، ۱۸۳۳   | ۱۸۸۰             | ۱۸۸۷              |
| هفتمین نخست‌وزیر                |       | ویلفرید لوریه          | ۲۰ نوامبر، ۱۸۴۱  | ۱۸۸۷             | ۱۹۱۹              |
| رهبری موقت                     |       | دانیل دانکین مک‌کنزی    | ۸ ژانویه، ۱۸۵۹   | ۱۹۱۹             |                   |
| دهمین نخست‌وزیر                 |       | ویلیام لیون مکنزی کینگ | ۱۷ دسامبر، ۱۸۷۸  | ۱۹۱۹             | ۱۹۴۸              |
| دوازدهمین نخست‌وزیر             |       | لوئیز سنت لارنت        | ۱ فوریه، ۱۸۸۲    | ۱۹۴۸             | ۱۹۵۸              |
| چهاردهمین نخست‌وزیر             |       | لستر بولز پیرسون       | ۲۳ آوریل، ۱۸۹۷   | ۱۹۵۸             | ۱۹۶۸              |
| پانزدهمین نخست‌وزیر             |       | پیر ترودو              | ۱۸ اکتبر، ۱۹۱۹   | ۱۹۶۸             | ۱۹۸۴              |
| هفدهمین نخست‌وزیر               |       | جان ترنر               | ۷ ژانویه، ۱۹۲۹   | ۱۹۸۴             | ۱۹۹۰              |
| بیستمین نخست‌وزیر               |       | ژان کرتین              | ۱۱ ژانویه، ۱۹۳۴  | ۱۹۹۰             | ۲۰۰۳              |
| بیست‌ویکمین نخست‌وزیر            |       | پل مارتین              | ۲۸ اوت، ۱۹۳۸     | ۲۰۰۳             | ۲۰۰۶              |
| رهبری موقت                     |       | بیل گراهام             | ۱۷ مارس، ۱۹۳۹    | ۲۰۰۶             |                   |
|                                |       | استفان دیون            | ۲۸ سپتامبر، ۱۹۵۵ | ۲۰۰۶             | ۲۰۰۸              |
| در ابتدا رهبری موقت و سپس دائم |       | مایکل ایگناتیف         | ۱۲ می، ۱۹۴۷      | ۲۰۰۸             | ۲۰۱۱              |
| رهبری موقت                     |       | باب ری                 | ۲ اوت، ۱۹۴۸      | ۲۰۱۱             | ۱۳ آوریل ۲۰۱۳     |
| رهبر                           |       | جاستین ترودو           | ۲۵ دسامبر، ۱۹۷۱  | ۱۴ آوریل ۲۰۱۳    | ۹ مارس ۲۰۲۵       |
| رهبر                           |       | مارک کارنی             | ۱۶ مارس ۱۹۶۵     | ۹ مارس ۲۰۲۵      | اکنون             |